# 假美丽小檗
假美丽小檗（学名：Berberis pseudoamoena）为小檗科小檗属下的一个种。

## 扩展阅读
- 維基物種上的相關：假美丽小檗